# 히가시코쿠라역
히가시코쿠라역(일본어: 東小倉駅)은 일본 후쿠오카현 기타큐슈시 고쿠라키타구에 위치한 규슈 여객철도 · 일본화물철도 소속 철도역이다. 가고시마 본선 구간이며, 여객 · 화물열차 발착은 하지 않는다.
1915년 4월에 개설한 고쿠라 철도의 히가시고쿠라 역과, 가고시마 본선 위에 개설한 도미노 신호장이 1943년 5월에 통합되 현재의 역사로 바뀌게 되었다. 이를 위해 1962년에 히타 선의 기점이 되었다.